# 南坪駅
南坪駅（なんへい-えき）は、中華人民共和国重慶市南岸区に位置する重慶軌道交通3号線の駅である。駅番号は3/15。また、将来的に10号線の駅も設置される予定である。

## 駅構造
- 島式ホーム1面2線を有する地下駅。

## 歴史
- 2011年12月30日 - 開業。

## 隣の駅
重慶軌道交通
■3号線
四公里駅(3/14)  - 南坪駅(3/15)  - 工貿駅(3/16)